# Tachibana-dera

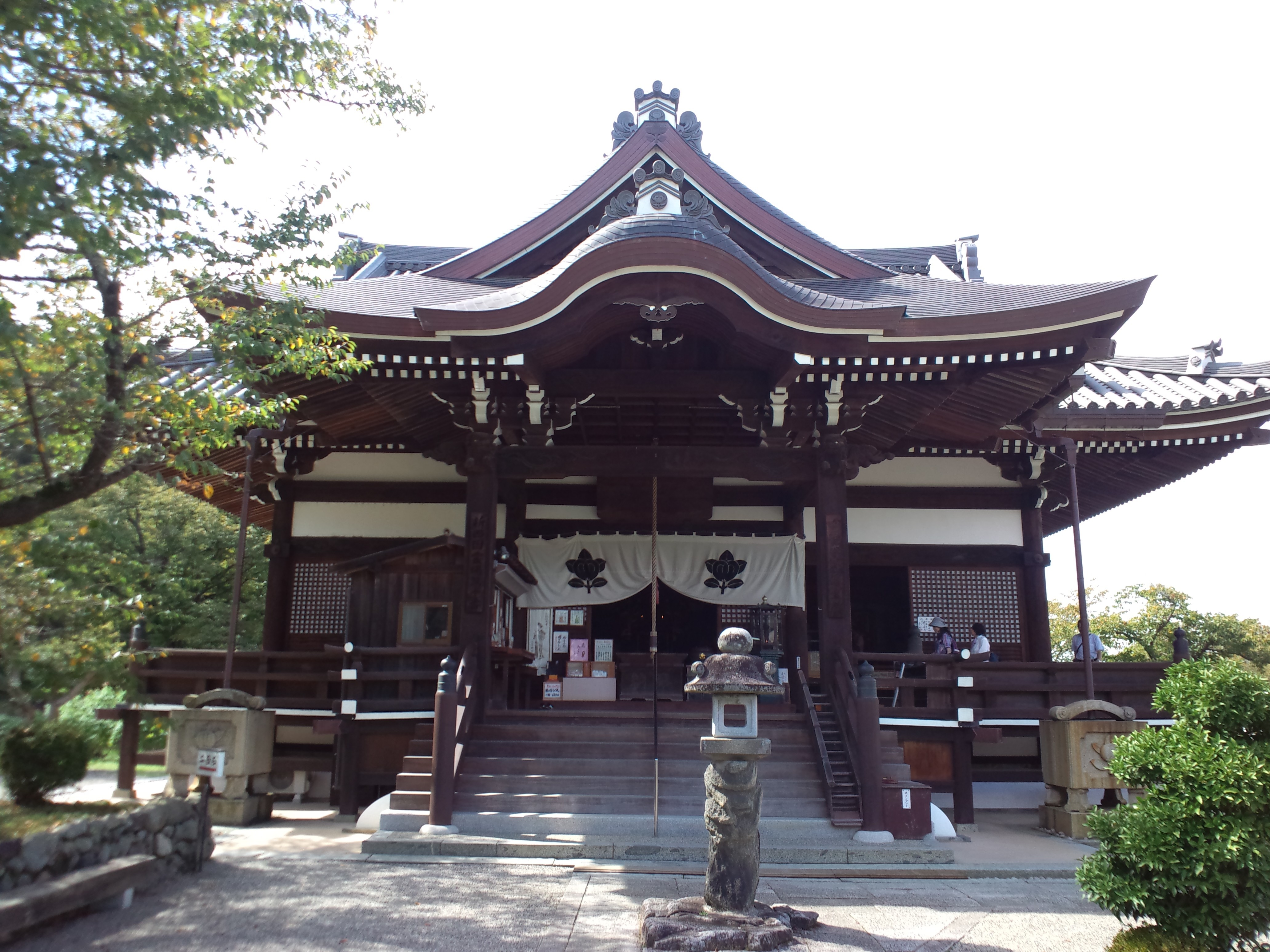
Haupthalle

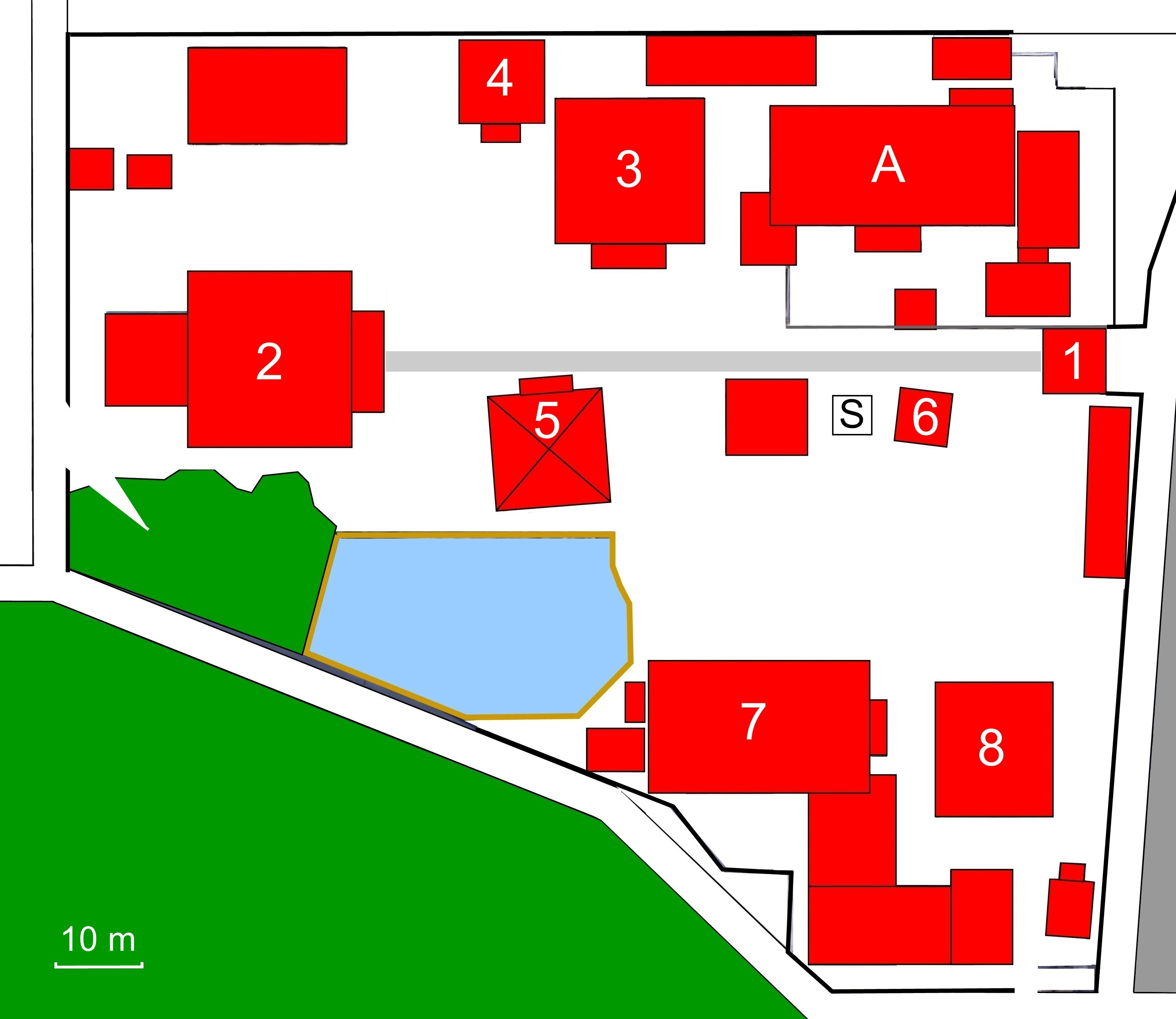
Plan des Tempels (s. Text)

Der Tachibana-dera (japanisch 橘寺), korrekt Jōgūō-in Bodaiji (上宮王院菩提寺), ist ein Tempel  der Tendai-Richtung des Buddhismus in Asuka (明日香村), Kreis Takaichi (高市郡) in der Präfektur Nara. Er ist der 10. Tempel des Neuen Saigoku-Pilgerwegs.

## Geschichte
Im Jahr 572 überließ Kaiser Kimmei seine Nebenresidenz Tachibana no Miya (橘の宮) seinem 4. Sohn Tachibana no Toyohinokoto (橘豊日命), dem späteren Kaiser Yōmei und seiner Gemahlin Anaho no Hashihito no himimiko (穴穂部間人皇女). Das wurde dann der Geburtsort von Prinz Shotoku.
Später wurde die Residenz in einen Tempel umgewandelt. 1506 erlitt der Tempel durch das Mönchsheer vom Berg Tō-no-mine (多武峰) große Verwüstungen, die gegenwärtige Tempelanlage stammt zum größten Teil aus den Jahren nach 1864.

## Die Anlage
Betritt man den Tempel durch das Osttor (東門, Higashi-mon; im Plan 1), so hat man geradeaus vor sich die Haupthalle (本堂, Hondō; 2), hier auch Taishi-Halle (太子堂) genannt. Im Norden befinden sich das Abt- und Mönchsquartier (A) sowie die Kannon-Halle (観音堂, Kannon-dō; 3). Südlich des Wegs zur Haupthalle steht die Sutrenhalle (経堂, Kyōdō; 5), finden sich Spuren der Pagode (塔跡, Tō-ato; S), der Glockenturm (鐘楼, Shōrō; 6) und der Lotushügel (蓮華塚, Renge-zuka).
Ganz im Süden schließt sich der Untertempel Ōjō-in (往生院; 7) und das Speichergebäude (収蔵庫, Shūzōko; 8) an.

## Bilder

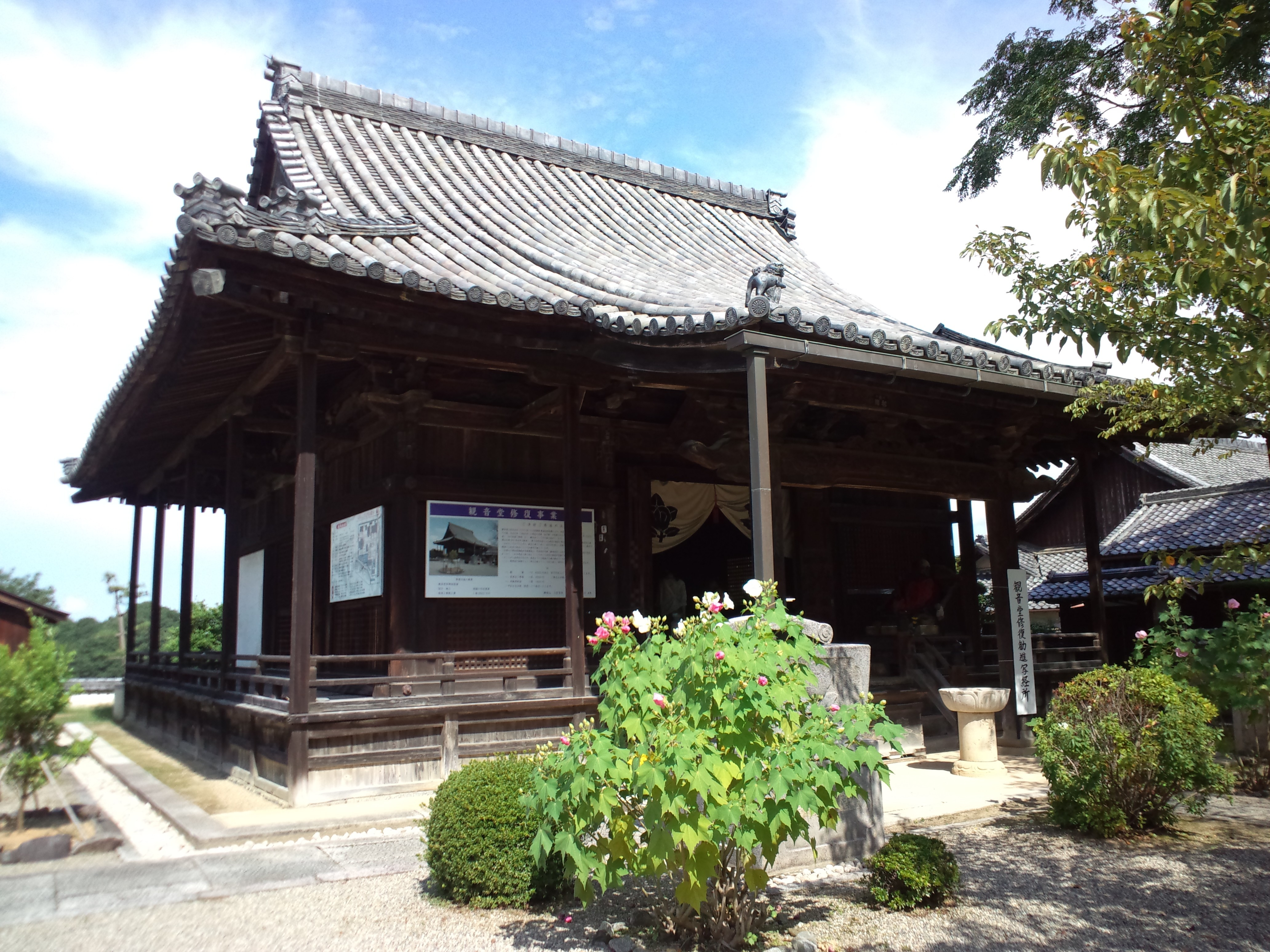
Kannon-Halle
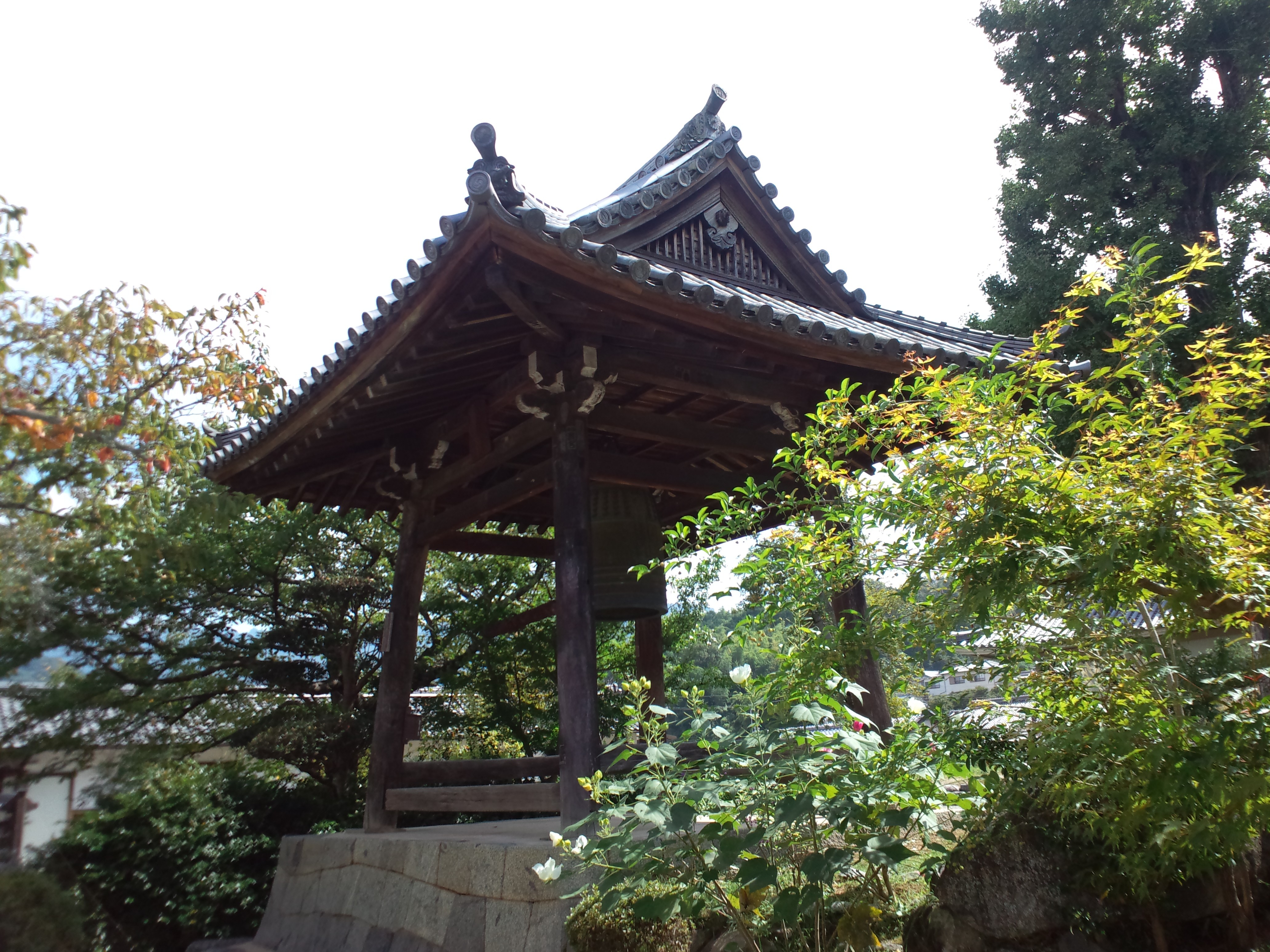
Glockenturm
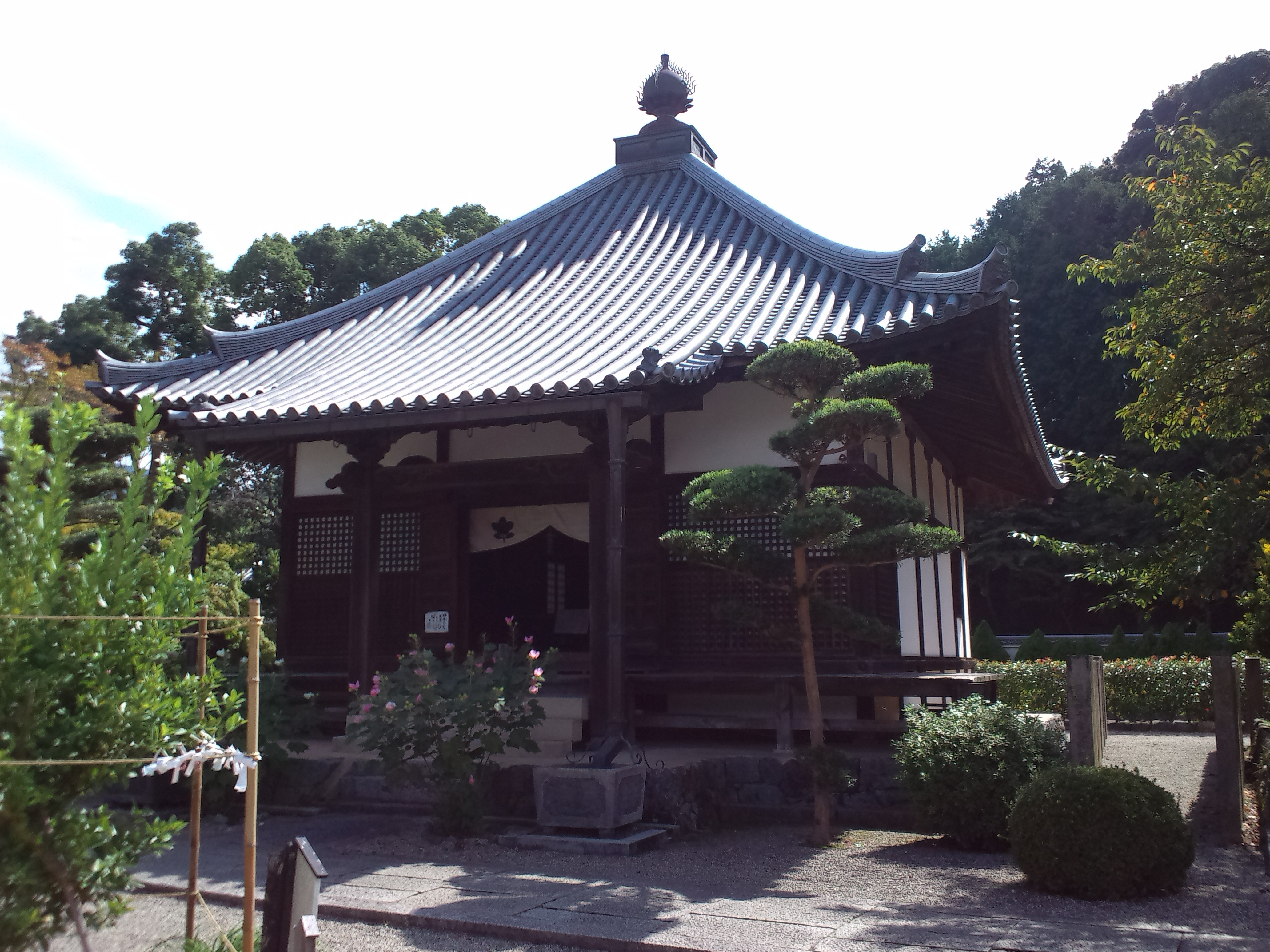
Sutren-Pavillon
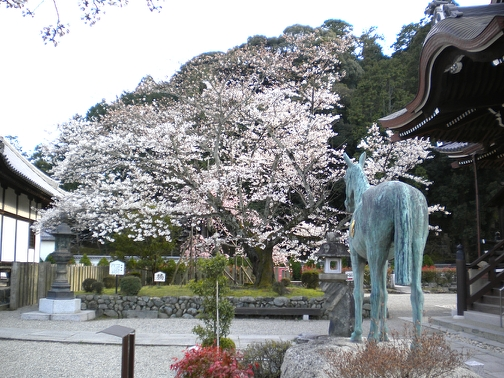
Lotushügel

## Tempelschätze
Hauptkultbildnis ist die Darstellung des Prinzen Shōtoku, 35 Jahre alt, beim Rezitieren der Shōman-Sutra (勝鬘経). Das Bild ist als Wichtiges Kulturgut Japans registriert.